# Concesiune
Concesiunea (din latină concessio sau franceză concession) este o convenție juridică încheiată între stat și o persoană privată (fizică sau juridică), prin care aceasta din urmă dobândește dreptul de a exploata pentru o perioadă determinată anumite servicii publice sau anumite bunuri ale statului, în schimbul obligației de plată periodică a unei redevențe.
Părțile contractuale sunt concedentul (persoana care transmite dreptul) și concesionarul (persoana care primește dreptul). Obiectul concesiunii îl pot forma terenurile petroliere, miniere, întreprinderi ale statului (guvern, autoritate locală, corporație publică sau altă entitate juridică) sau unele activități ale statului (alimentarea cu apă, transportul public, serviciile poștale și de telecomunicații, difuzarea filmelor etc.). Concesiunea se face pe o perioadă fixă (până la maximum 49 ani - art.7, O.U.G. nr. 54/2006), iar redevența poate fi plătită fie ca o sumă fixă, fie ca un procent din veniturile obținute